# نورما کروز
نورما کروز (انگلیسی: Norma Cruz؛ زادهٔ ۱۹۶۲) یک فعال حقوق بشر اهل گواتمالا است که به دلیل مستند کردن خشونت علیه زنان مشهور است.

وی همچنین برندهٔ جوایزی همچون جایزه بین‌المللی زنان شجاع شده‌است.

## پیشه

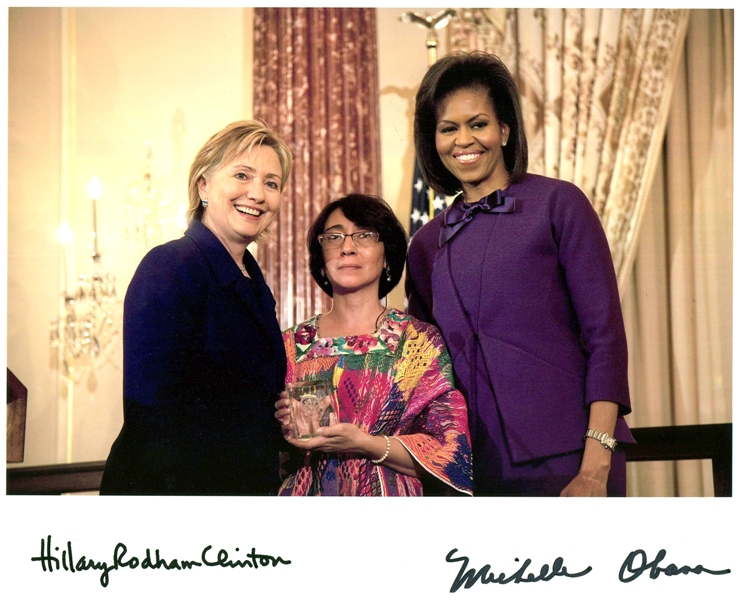

او یک مدافع حقوق بشر است. کار او در دفاع از حقوق بشر شامل رهبری سازمان حقوق‌بشری women's (بنیاد بازماندگان)، از زمان افتتاح آن در ۳ ژوئیه ۱۹۹۶ شروع شد. این بنیاد به دنبال تأمین حمایت عاطفی، اجتماعی و حقوقی برای صدها قربانی زن است که به دنبال عدالت و حفاظت هستند.